# ネパール航空
ネパール航空（ネパールこうくう、Nepal Airlines, ネパール語: नेपाल वायुसेवा निगम)）は、ネパールの国営航空会社。また同国のフラッグ・キャリアである。本拠地、ハブ空港はカトマンズ。2013年より、欧州連合（EU）域内の乗り入れが禁止されている。

## 歴史
- 1958年7月にロイヤル・ネパール航空(Royal Nepal Airlines)として設立された。当初は、ダグラス DC-3型機1機を使用して、スマラ、ポカラ、ビドゥナガルなどの国内線と、国際線としてインドのデリー、コルカタ、パトナに就航していた。
- 1961年、ピラタス PC-6、1963年には12 人乗りのAn-2、1966 年には、フォッカー F27、1970年にアブロ 748、1971年にデ・ハビランド・カナダDHC-6ツインオッター、1972年にボーイング727を導入した。機材は西側東側問わず導入しているのが特徴。PC-6やDHC-6など、山岳地に適応した機材で、山間部への国内線に就航した。
- 1987年、ボーイング757型機を2機導入し、ボーイング727を置き換えた。
- 1992年に国内航空市場が自由化され、新たな競合他社が多数登場した。
- 2000年12月、従業員や政府関係者の抗議にも関わらず、ラウダエアのボーイング767型機のリースをめぐって汚職事件が起こり、最終的に、会長のハリバクタ・シュレスタ氏と、他の幹部が停職処分を受けた[1]。
- 2006年、当時のギャネンドラ国王の独裁に反発した民主化運動「ロクタントラ・アンドラン」の発生に伴い、社名から「ロイヤル（王国の、王の）」が外され、現在の社名に変更となった。
- 2007年9月、ボーイング757に技術的問題が発生し、ヒンドゥー教の神をなだめるために、2頭のヤギをいけにえにした[2]。
- 2009年のドバイ航空ショーで、エアバスA320とエアバスA330を発注した[3]。
- 2013年、安全性の問題から欧州連合（EU）域内への乗り入れを禁止されている。
- 2014年4月、MA-60の導入に合わせて、新しい塗装を発表した。新塗装は、ネパールの国旗を模している。

## 就航都市

### 国際線
| ネパール航空 国際線 就航都市（2025年4月現在） | ネパール航空 国際線 就航都市（2025年4月現在） | ネパール航空 国際線 就航都市（2025年4月現在） | ネパール航空 国際線 就航都市（2025年4月現在） | ネパール航空 国際線 就航都市（2025年4月現在） |
| --------------------------------------------- | --------------------------------------------- | --------------------------------------------- | --------------------------------------------- | --------------------------------------------- |
| 国                                            | 都市                                          | 空港                                          | 備考                                          |                                               |
| ネパール                                      | カトマンズ                                    | トリブバン国際空港                            | 拠点空港                                      |                                               |
| インド                                        | デリー                                        | インディラ・ガンディー国際空港                |                                               |                                               |
| インド                                        | ムンバイ                                      | チャットラパティー・シヴァージー国際空港      |                                               |                                               |
| インド                                        | バンガロール                                  | ケンペゴウダ国際空港                          |                                               |                                               |
| 香港                                          | 香港                                          | 香港国際空港                                  |                                               |                                               |
| タイ                                          | バンコク                                      | スワンナプーム国際空港                        |                                               |                                               |
| サウジアラビア                                | ダンマーム                                    | キング・ファハド国際空港                      |                                               |                                               |
| マレーシア                                    | クアラルンプール                              | クアラルンプール国際空港                      |                                               |                                               |
| カタール                                      | ドーハ                                        | ドーハ国際空港                                |                                               |                                               |
| アラブ首長国連邦                              | ドバイ                                        | ドバイ国際空港                                |                                               |                                               |
| 日本                                          | 東京                                          | 成田国際空港                                  |                                               |                                               |

### 国内線
- ネパールガンジ空港
- ボジープル空港（英語版）
- ダーン空港（英語版）
- タプレジュン空港
- マン・マヤ空港（英語版）
- en:Rukum Salle Airport
- タムカルカ空港（英語版）

## 日本との関係

### 日本への運航便
| 便名      | 路線       | 路線      | 機材             | 備考  |
| --------- | ---------- | --------- | ---------------- | ----- |
| RA433/434 | カトマンズ | 東京/成田 | エアバスA330-200 | 週3便 |

### 日本との歴史
- 1994年、ボーイング757を使用して、カトマンズ-上海/浦東経由-大阪/関西線に就航[4]。
- 2007年、カトマンズ-上海経由-大阪/関西線を運休し、日本から撤退した。同時に、日本とネパールを結ぶ直行便もなくなった[4]。
- 2019年8月、大阪/関西 - カトマンズ線を開設。就航には困難が伴い、予定より大幅に遅れた[5][6][7][8]。
- 2019年9月26日から10月3日にかけ、東京/成田-カトマンズ線でチャーター便を運航[9]。
- 2020年3月2日、東京/成田-カトマンズ線に就航した。それに合わせて、大阪/関西-カトマンズ線からは撤退した。関西国際空港は、わずか半年で撤退となった[10][11][12]。
- 2024年、関西国際空港線再開も検討していると同社CEOが明らかにした[13]。

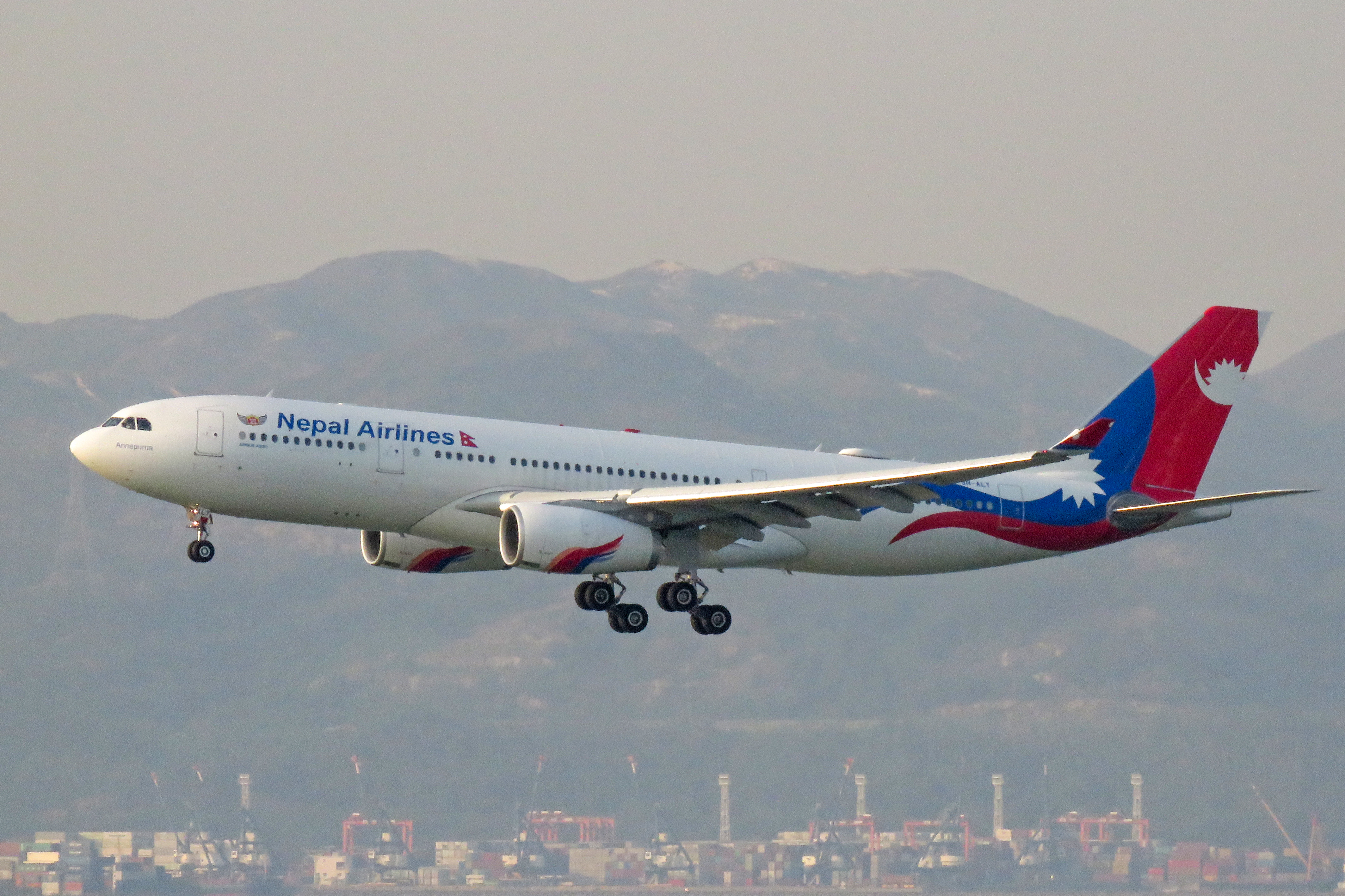
ネパール航空のエアバスA330-200

## 保有機材
2013年4月にエアバスA320のシャークレット装備及びRNP-AR(Required Navigation Performance – Authorization Required)進入方式対応機x2機の導入を決定した。2018年に航空機リース会社ハイフライ経由でエアバスA330-200を導入。